# Antic Teatre (Alfara del Patriarca)
L'Antic teatre o el teatret està situat a l'encreuament dels carrers Doctor Navarro i Sant Bartomeu d'Alfara del Patriarca.
Es tracta de l'antic casino i fou declarat Bé de Rellevància Local el 26 de setembre 2002.